# Michael Locke
Pancho, właściwie Michael Richard Locke (ur. 13 marca 1979 w Port Talbot) – walijski aktor i osobowość telewizyjna. Był jedną z czterech głównych postaci emitowanego w MTV brytyjskiego programu telewizyjnego Dirty Sanchez.